# 6
Évszázadok: i. e. 1. század – 1. század – 2. század
Évtizedek: i. e. 40-es évek – i. e. 30-as évek – i. e. 20-as évek – i. e. 10-es évek – i. e. 1-es évek – 1-es évek – 10-es évek – 20-as évek – 30-as évek – 40-es évek – 50-es évek
Évek: 1 – 2 – 3 – 4 –  5 – 6 – 7 – 8 – 9 – 10 – 11

## Események

### Római Birodalom
- Marcus Aemilius Lepidust és Lucius Arruntiust (helyettese Lucius Nonius Asprenas) választják consulnak.
- Augustus császár a maga, valamint a klienskirályok és városok adományaiból 170 millió sestertiusszal megalapítja a veteránok leszerelési alapját, az aerarium militarét, amelyet a későbbiekben egy 5%-os örökösödési adóval tartanak fenn.
- Rómában a város egy részét tűzvész pusztítja el és a szegények éheznek. A lakosság forrong, röplapokat terjesztenek a császár ellen. Augustus megduplázza az ingyenesen kiosztandó gabonát és megerősíti a tűzőrséget.
- Augustus kitagadja adoptált fiát, Agrippa Postumust annak nyers, erőszakos természete miatt és egy surrentumi villába száműzi.
- Augustus potenciálisan veszélyesnek ítéli a Maroboduus markomann király vezette germán törzsszövetséget és Tiberiust küldi ellenük.
- Tiberius összesen 12 légiót mobilizál a germánok ellen. Ő maga a pannóniai Carnuntumból támad észak felé a markomannokra, míg Caius Sentius Saturninusnak nyugatról kell harapófogóba fognia őket. Az összetoborzott dalmát, illír és pannon segédcsapatok azonban egy Bato nevű illír vezetésével fellázadnak. Kitör a nagy illíriai felkelés.
- Tiberius gyorsan békét köt a markomannokkal és délre vonul elfojtani a lázadást. Marcus Valerius Messalla Messallinus illyricumi helytartó a fele erejű XX. légióval visszaveri a Salona elleni támadást, mire Bato északra vonul, hogy egyesítse erejét a pannon felkelőkkel.
- A rómaiak egy erőd építésével megalapítják a leendő Wiesbadent.
- A zsidók követséget küldenek Augustushoz, panaszt téve Heródes Arkhelaosz kormányzó (ethnarkhész) kegyetlenkedései miatt. A császár elmozdítja Heródest és Galliába száműzi, Júdeát pedig közvetlen római felügyelet alá vonja.
- Júdea adóztatását Publius Sulpicius Quirinius syriai legatusra bízzák, aki népszámlálást tart a tartományban. A népszámlálás miatt Galileai Júdás vezetésével lázadás kezdődik.

### Kína
- A tizennégy éves Ping császár kigyógyul szívbetegségéből és egyre inkább kimutatja ellenérzését Vang Mang régens iránt, aki kivégeztette nagybátyjait. Vang Mang ezért megmérgezi a császárt és utódjául az uralkodói dinasztiából az alig egy éves Zsu-ce Jinget választja.
- Kína-szerte lázongások kezdődnek Vang Mang uralma ellen. Ebben az évben a felkelők Van (ma Nanjang) városát támadják meg, de kudarcot vallanak.

### Pártus Birodalom
- Két évnyi uralkodás után meggyilkolják III. Oródész pártus királyt. A nemesség Augustus római császárt kéri, hogy engedje haza IV. Phraatész túszként Rómában nevelt fiát, I. Vonónészt. Vonónész 8-ban lép trónra, de római szokásaival hamar elidegeníti magától a népét.

## Születések
- János apostol (hozzávetőleges időpont)
- Nero Iulius Caesar, Germanicus és Agrippina Maior fia

## Halálozások
- Február 3. – Han Ping-ti, kínai császár
- Kleopátra Szeléné, mauretániai királyné (hozzávetőleges időpont)
- III. Oródész pártus király
- Terentia, Cicero felesége

## Fordítás
- Ez a szócikk részben vagy egészben  az   AD 6 című angol Wikipédia-szócikk ezen változatának fordításán alapul.  Az eredeti cikk szerkesztőit annak laptörténete sorolja fel. Ez a jelzés csupán a megfogalmazás eredetét és a szerzői jogokat jelzi, nem szolgál a cikkben szereplő információk forrásmegjelöléseként.